# MFK Ukraina Lwów
Ukraina Lwów (ukr. Міні-футбольний Клуб «Україна» Львів, Mini-Futbolnyj Kłub „Ukrajina” Lwiw) – ukraiński klub futsalu z siedzibą we Lwowie, w latach 1994-1999 występujący w futsalowej Ekstra-lidze Ukrainy.

## Historia
Chronologia nazw:
- 1993–1999: Ukraina Lwów (ukr. «Україна» Львів)

Klub futsalu Ukraina Lwów został założony w 1993 we Lwowie. Jednym z organizatorów był Roman Mełech, który został głównym trenerem klubu.
W pierwszym sezonie 1993/94 zajął 2 miejsce w Pierwszej Lidze i awansował do Wyższej Ligi.
W sezonie 1995/96 roku klub osiągnął najwyższy sukces – zajął 7 miejsce w mistrzostwach Ukrainy.
Podczas przerwy zimowej sezonu 1998/99 klub zrezygnował z dalszych występów i został rozformowany.

## Sukcesy
Sukcesy krajowe
- Mistrzostwo Ukrainy:
  - 7 miejsce (1x): 1995/96
- Puchar Ukrainy:
  - 1/8 finału (1x):  1993/1994
- Pozostałe sukcesy:
- Pierwsza Liha:
  - 2 miejsce (1x): 1993/94

## Hala
Drużyna rozgrywała swoje mecze w Hali Pałacu Sportu SKIF, znajdującej się przy ul. Marka Czeremszyny 17, 79000 Lwów.